# Anochetus levaillanti
Anochetus levaillanti es una especie de hormiga carnívora del género Anochetus, categorizada en la tribu Ponerini, de la subfamilia Ponerinae. Fue descrita por Emery en 1895.

## Distribución
Se distribuye por África: Eritrea, Mozambique, Namibia, Sudáfrica y Zimbabue.

## Hábitat
Habita en pastizales, matorrales y bordes de carreteras. Se ha encontrado a elevaciones de 40 hasta 1913 m s. n. m.